# Macrorchis majuscula
Macrorchis majuscula är en tvåvingeart som först beskrevs av Daniel William Coquillett 1904.  Macrorchis majuscula ingår i släktet Macrorchis och familjen husflugor. Inga underarter finns listade i Catalogue of Life.